# بارنوویتس (استان پومرانی)
بارنوویتس (به لهستانی:  Barnowiec) یک روستا در لهستان است که در گمینا کووچگوووه واقع شده‌است. بارنوویتس ۲۴۰ نفر جمعیت دارد.